# Ludwig Dexheimer
 (mai 2018).
Œuvres principales
- Das Automatenzeitalter – ein prognostischer Roman

Ludwig Friedrich Dexheimer, né le 6 août 1891 à Nuremberg et mort le 7 octobre 1966  à Offenbach-sur-le-Main, est un ingénieur en génie chimique et écrivain allemand.

## Biographie
Fils d'un commerçant, après son abitur, Dexheimer fréquente durant quatre semestres de 1909 à 1911 la Königlich Bayerische Technikum (de). Il travaille ensuite pour IG Farben jusqu'en 1926 puis dans les laboratoires d'analyses de Chemische Fabrik Griesheim-Elektron (de) à Offenbach. Pendant la Première Guerre mondiale, il est chimiste assermenté aux essais de munitions, c'est pourquoi il est exempté de service militaire. En raison de la crise de 1929, il perd son emploi en usine et se met à écrire des articles. En 1937, il retravaille dans la chimie. Dans les années 1950, il est employé par les laboratoires de chimie de l'armée américaine.
Sous le pseudonyme de « Ri Tokko » (« Tokko » désigne un instrument magique dans la culture bouddhiste, aussi appelé Dokko, dont joue Kūkai pour faire venir l'eau chaude sur un malade), Ludwig Dexheimer publie Das Automatenzeitalter – ein prognostischer Roman (« L'Âge des automates - un roman prémonitoire »). Le livre sort en novembre 1930 chez Amalthea Signum Verlag (de), Vienne, et vendu peu après.
L'ensemble de ses idées et l'exactitude de ses prédictions font du roman l'une des utopies les plus fascinantes du XXe siècle. Il décrit les connaissances détachées du papier pour des appareils dans des bibliothèques centrales, lues en même temps par de nombreux lecteurs. Ceci est l'une des premières formulations de l'idée d'Internet. Il esquisse la re-création d'espèces disparues comme les dinosaures grâce aux nouvelles techniques des biologistes. La contraception hormonale, le recyclage et les clones sont parmi bien d'autres choses l'objet de ses visions.
Le roman est aussi original dans la mesure où, dans la littérature de science-fiction et allemande d'avant la guerre, Dexheimer expose ses idées libérales et pacifistes. Le livre est inscrit par les Nazis dans la liste des « écrits nuisibles et indésirables » et interdit le 31 décembre 1938 pour ses idées pacifistes.